# Mons (Puy-de-Dôme)
Pour les articles homonymes, voir Mons (homonymie).
Mons est une commune française située dans le département du Puy-de-Dôme, en région Auvergne-Rhône-Alpes.

## Géographie

### Localisation
Mons est située dans la plaine de la Limagne, au nord-est du département du Puy-de-Dôme.
Elle est limitrophe de Saint-Priest-Bramefant au nord, Mariol (Allier) au nord-est, Ris à l'est, Limons au sud-est, Luzillat au sud-ouest, Beaumont-lès-Randan à l'ouest et Randan au nord-ouest en quadripoint.
Le quadripoint (point de la surface de la Terre qui touche quatre régions distinctes) réunit Saint-Priest-Bramefant au nord-est, Mons au sud-est, Beaumont-lès-Randan au sud et Randan à l'ouest.
| Randan (quadripoint) {\displaystyle +} | Saint-Priest-Bramefant | Mariol (Allier) |
| Beaumont-lès-Randan                    | Mons                   | Ris             |
| Luzillat                               |                        | Limons          |

### Hydrographie
La commune est traversée par le Buron, affluent de l'Allier, long de 31,4 km.

### Voies de communication et transports
Le territoire communal est traversé par les routes départementales 43 (à l'est de la commune), 55 (liaison de Maringues à Saint-Priest-Bramefant), 63 (de Randan à Puy-Guillaume) et 432.

### Climat
Pour des articles plus généraux, voir Climat d'Auvergne-Rhône-Alpes et Climat du Puy-de-Dôme.
En 2010, le climat de la commune est de type climat océanique dégradé des plaines du Centre et du Nord, selon une étude du Centre national de la recherche scientifique s'appuyant sur une série de données couvrant la période 1971-2000. En 2020, Météo-France publie une typologie des climats de la France métropolitaine dans laquelle la commune est exposée à un climat de montagne ou de marges de montagne et est dans la région climatique  Nord-est du Massif Central, caractérisée par une pluviométrie annuelle de 800 à 1 200 mm, bien répartie dans l’année. 
Pour la période 1971-2000, la température annuelle moyenne est de 11,2 °C, avec une amplitude thermique annuelle de 16,6 °C. Le cumul annuel moyen de précipitations est de 787 mm, avec 10,2 jours de précipitations en janvier et 7,9 jours en juillet. Pour la période 1991-2020, la température moyenne annuelle observée sur la station météorologique de Météo-France la plus proche, « Vichy-Ville », sur la commune de Vichy à 14 km à vol d'oiseau, est de 12,7 °C et le cumul annuel moyen de précipitations est de 799,6 mm,. Pour l'avenir, les paramètres climatiques de la commune estimés pour 2050 selon différents scénarios d'émission de gaz à effet de serre sont consultables sur un site dédié publié par Météo-France en novembre 2022.

## Urbanisme

### Typologie
Au 1er janvier 2024, Mons est catégorisée commune rurale à habitat dispersé, selon la nouvelle grille communale de densité à sept niveaux définie par l'Insee en 2022.
Elle est située hors unité urbaine. Par ailleurs la commune fait partie de l'aire d'attraction de Vichy, dont elle est une commune de la couronne,. Cette aire, qui regroupe 50 communes, est catégorisée dans les aires de 50 000 à moins de 200 000 habitants,.

### Occupation des sols
L'occupation des sols de la commune, telle qu'elle ressort de la base de données européenne d’occupation biophysique des sols Corine Land Cover (CLC), est marquée par l'importance des territoires agricoles (63,8 % en 2018), en diminution par rapport à 1990 (67,4 %). La répartition détaillée en 2018 est la suivante : forêts (30,1 %), prairies (28 %), terres arables (23,3 %), zones agricoles hétérogènes (12,4 %), zones urbanisées (4,4 %), milieux à végétation arbustive et/ou herbacée (1,8 %). L'évolution de l’occupation des sols de la commune et de ses infrastructures peut être observée sur les différentes représentations cartographiques du territoire : la carte de Cassini (XVIIIe siècle), la carte d'état-major (1820-1866) et les cartes ou photos aériennes de l'IGN pour la période actuelle (1950 à aujourd'hui).

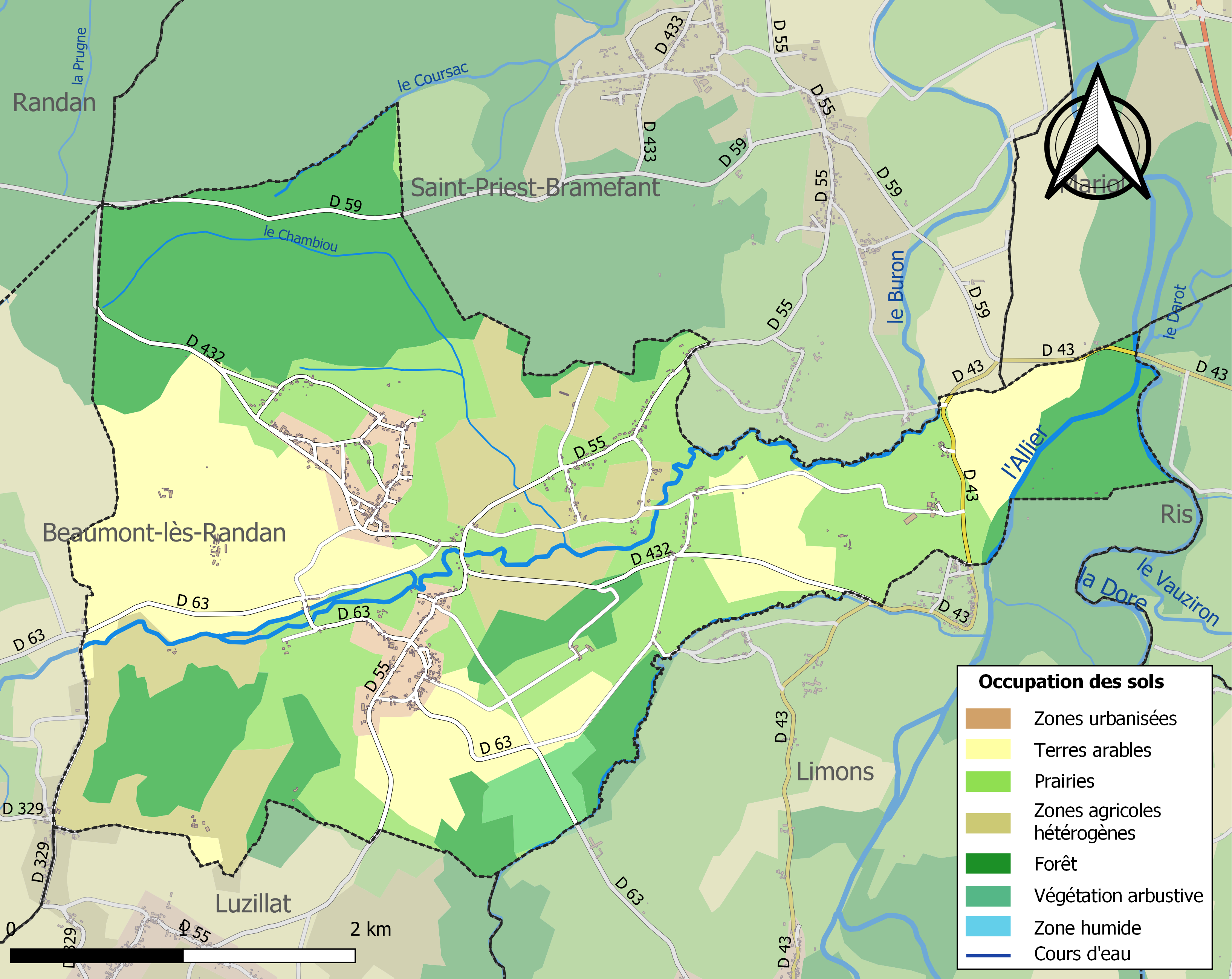
Carte des infrastructures et de l'occupation des sols de la commune en 2018 (CLC).

## Politique et administration

### Découpage territorial
La commune de Mons est membre de la communauté de communes Plaine Limagne, un établissement public de coopération intercommunale (EPCI) à fiscalité propre créé le 1er janvier 2017 dont le siège est à Aigueperse. Ce dernier est par ailleurs membre d'autres groupements intercommunaux. Jusqu'au 31 décembre 2016, elle faisait partie de la communauté de communes des Coteaux de Randan.
Sur le plan administratif, elle est rattachée à l'arrondissement de Riom, à la circonscription administrative de l'État du Puy-de-Dôme et à la région Auvergne-Rhône-Alpes. Jusqu'en mars 2015, elle dépendait du canton de Randan, ainsi que du district de Riom en 1793.
Sur le plan électoral, elle dépend du canton de Maringues pour l'élection des conseillers départementaux, depuis le redécoupage cantonal de 2014 entré en vigueur en 2015, et de la deuxième circonscription du Puy-de-Dôme pour les élections législatives, depuis le dernier découpage électoral de 2010 (sixième circonscription avant 2010).

### Élections municipales et communautaires

#### Élections de 2020
Le conseil municipal de Mons, commune de moins de 1 000 habitants, est élu au scrutin majoritaire plurinominal à deux tours avec candidatures isolées ou groupées et possibilité de panachage. Compte tenu de la population communale, le nombre de sièges à pourvoir lors des élections municipales de 2020 est de 15. Sur les trente candidats en lice, quinze ont été élus dès le premier tour, le 15 mars 2020, avec un taux de participation de 86,34 %.

#### Chronologie des maires
| Période                                  | Période                       | Identité        | Étiquette | Qualité                                                                       |
| ---------------------------------------- | ----------------------------- | --------------- | --------- | ----------------------------------------------------------------------------- |
| Les données manquantes sont à compléter. |                               |                 |           |                                                                               |
| mars 2001                                | En cours (au 15 octobre 2021) | Didier Chassain |           | Retraité Vice-président de la communauté de communes Plaine Limagne (en 2017) |

## Population et société

### Démographie
L'évolution du nombre d'habitants est connue à travers les recensements de la population effectués dans la commune depuis 1793. Pour les communes de moins de 10 000 habitants, une enquête de recensement portant sur toute la population est réalisée tous les cinq ans, les populations de référence des années intermédiaires étant quant à elles estimées par interpolation ou extrapolation. Pour la commune, le premier recensement exhaustif entrant dans le cadre du nouveau dispositif a été réalisé en 2004.

En 2022, la commune comptait 559 habitants, en évolution de +4,1 % par rapport à 2016 (Puy-de-Dôme : +2,1 %, France hors Mayotte : +2,11 %).
| 1793 | 1800 | 1806 | 1821 | 1831 | 1836  | 1841  | 1846  | 1851  |
| ---- | ---- | ---- | ---- | ---- | ----- | ----- | ----- | ----- |
| 805  | 965  | 608  | 917  | 980  | 1 011 | 1 040 | 1 060 | 1 096 |

| 1856  | 1861  | 1866 | 1872 | 1876 | 1881 | 1886 | 1891 | 1896 |
| ----- | ----- | ---- | ---- | ---- | ---- | ---- | ---- | ---- |
| 1 089 | 1 025 | 977  | 935  | 895  | 891  | 844  | 818  | 768  |

| 1901 | 1906 | 1911 | 1921 | 1926 | 1931 | 1936 | 1946 | 1954 |
| ---- | ---- | ---- | ---- | ---- | ---- | ---- | ---- | ---- |
| 730  | 722  | 688  | 613  | 566  | 525  | 505  | 443  | 409  |

| 1962 | 1968 | 1975 | 1982 | 1990 | 1999 | 2004 | 2006 | 2009 |
| ---- | ---- | ---- | ---- | ---- | ---- | ---- | ---- | ---- |
| 380  | 367  | 316  | 321  | 344  | 339  | 377  | 390  | 409  |

| 2014 | 2019 | 2022 | - | - | - | - | - | - |
| ---- | ---- | ---- | - | - | - | - | - | - |
| 510  | 541  | 559  | - | - | - | - | - | - |

### Enseignement
Mons dépend de l'académie de Clermont-Ferrand.
Les élèves commencent leur scolarité à l'école élémentaire publique de la commune.
Ils la poursuivent au collège de Puy-Guillaume, puis au lycée Montdory ou Jean-Zay, à Thiers, ou au lycée Albert-Londres, à Cusset.

## Économie

### Entreprises
- SMAV (entreprise de menuiseries métalliques) ;
- Dubois Stéphane (fabricant de meubles) ;
- L'Alambic (bar-restaurant) ;
- Le domaine d'Altaïs (pension chiens) ;
- Mons Taxi (taxi) ;
- Boudieu Yannick (entrepreneur de travaux forestiers et ruraux) ;
- Sergere & Fils (charpente, couverture et maçonnerie) ;
- Duzellier (traiteur) ;
- Menuiserie Bonhomme (menuiserie).

### Commerce
La base permanente des équipements de 2014 recense une boucherie-charcuterie.

## Culture et patrimoine

### Lieux et monuments

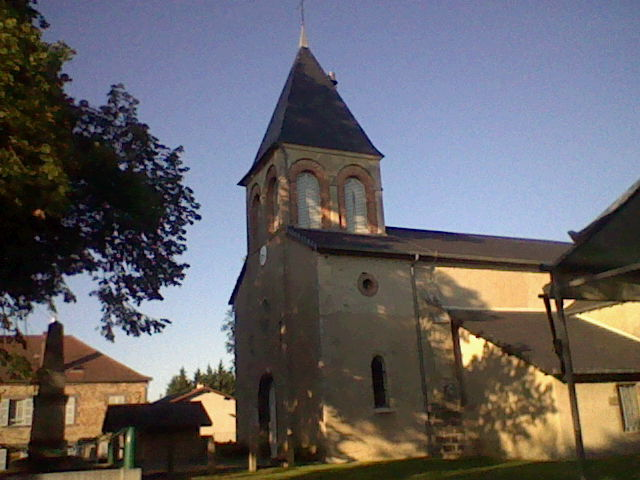
L'église Notre-Dame-de-la-Nativité.

- Villa de la Presle, 1880. Architecte : Percilly. Inscrite MH le 12 février 2002[31].
- Château de Périgères (XVIIe siècle, 1686). Inscrit MH le 10 février 1997, propriété d'une personne privée[32].
- Pont[33].
- Parc[34].
- Croix monumentales[35].
- Église paroissiale Notre-Dame-de-la-Nativité (XIIe et XIXe siècles)[36]
  - peinture monumentale de l'Annonciation et de la Nativité, 1947[37]
  - mobilier[38]
- École, 1887[39].
- Tannerie et corroierie appelées usine Montpensier[40].

### Héraldique
| Blason de Mons | Blason  | D'argent à la merlette de gueules posée sur mont de trois coupeaux de sinople accosté à dextre d'une étoile d'azur et à sénestre d'une coquille du même, au chef d'azur chargé d'un écharnoir d'argent. |
| Blason de Mons | Détails | Le statut officiel du blason reste à déterminer. |